# Primer ministre de la República Popular de Luhansk
El Primer ministre de la República Popular de Luhansk és el cap del govern de la República Popular de Luhansk i, per tant del seu Consell de Ministres, en tant que òrgan estatal suprem del poder executiu de l'estat.

## Història
El càrrec es va crear el 18 de maig de 2014 en relació amb la proclamació de la República de Lugansk com a estat independent d'Ucraïna. Aquell dia el Consell Suprem de la República Popular de Luhansk va aprovar la Constitució de la República Popular, que va introduir el càrrec de Primer ministre. En assumir el càrrec, el cap de la República Popular de Luhansk, Ígor Plotnitski, el 20 d'agost de 2014, en virtut de la Constitució de la República Popular de Luhansk, va esdevenir el seu cap de govern.

## Titulars
Moviment social Pau per a la Regió de Luhansk
     Independent
| Núm. | Nom                | Foto | Temps del mandat    | Temps del mandat       | Partit                        | Ref.  |
| ---- | ------------------ | ---- | ------------------- | ---------------------- | ----------------------------- | ----- |
| 1    | Vassili Nikitin    |      | 18 de maig de 2014  | 4 de juliol de 2014    | Independent                   |       |
| 2    | Marat Baixírov     |      | 4 de juliol de 2014 | 20 d'agost de 2014     | Independent                   |       |
| 3    | Ígor Plotnitski    |      | 20 d'agost de 2014  | 26 d'agost de 2014     | Pau per a la Regió de Luhansk |       |
| 4    | Guennadi Tsipkàlov |      | 26 d'agost de 2014  | 26 de desembre de 2015 | Pau per a la Regió de Luhansk | [ 1 ] |
| 5    | Serguei Kozlov     |      | 26 d'agost de 2014  | En el càrrec           | Independent                   |       |